# Verdrag inzake de aanleg van een scheepvaartkanaal

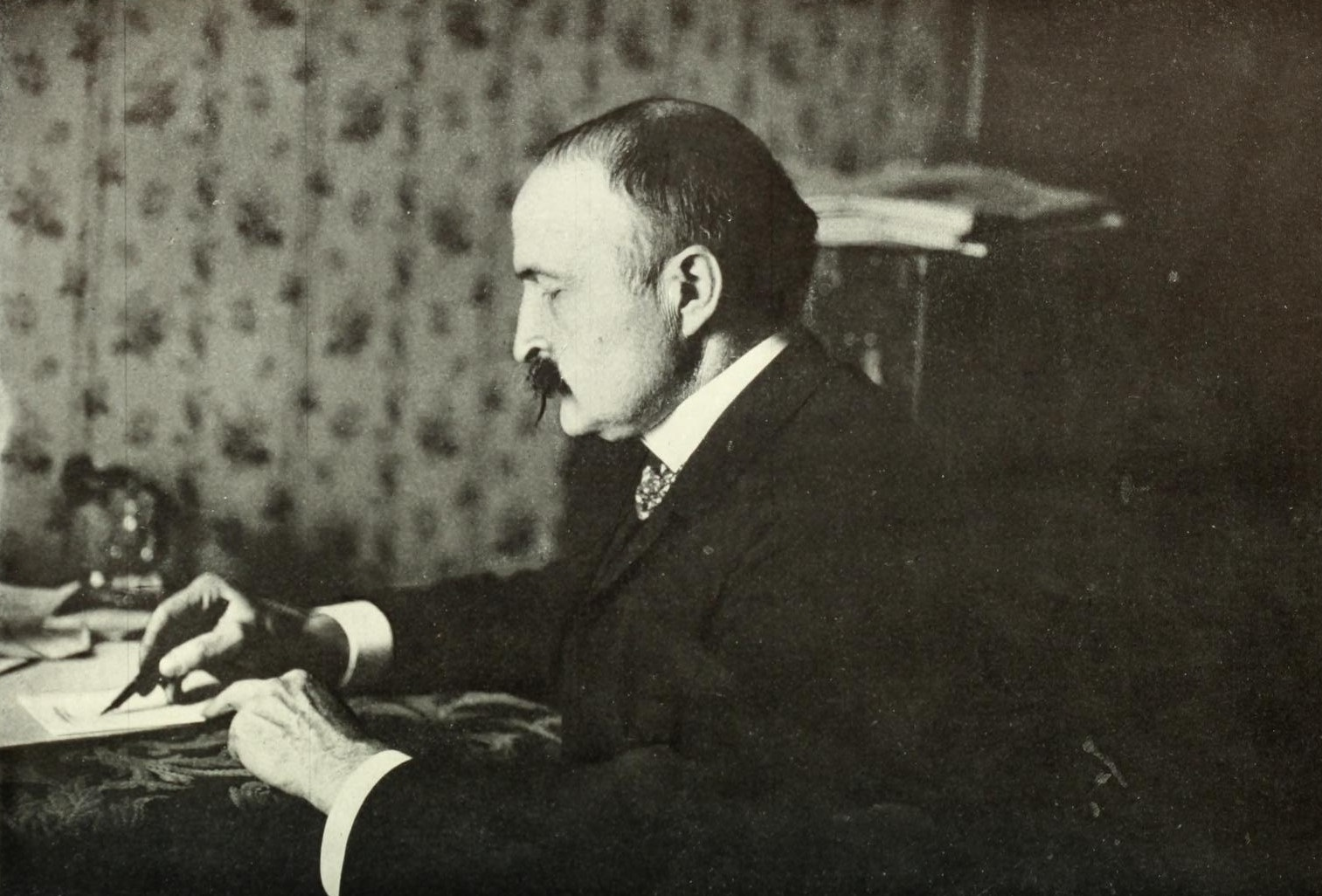
Philippe-Jean Bunau-Varilla

Het Verdrag inzake de aanleg van een scheepvaartkanaal (Engels: Convention for the Construction of a Ship Canal), informeel het Hay-Bunau-Varilla-verdrag (Engels: Hay-Bunau-Varilla Treaty), werd getekend op 18 november 1903 door de Amerikaanse minister van Buitenlandse zaken John Hay en Philippe-Jean Bunau-Varilla, een Franse afgezant van Panama in de Verenigde Staten. In het verdrag werden de zaken geregeld met betrekking tot de aanleg van een kanaal door Panama. De Verenigde Staten ratificeerden het zeer gunstige verdrag direct. De nieuwe Panamese regering onder leiding van Manuel Amador Guerrero was juist bijzonder ontevreden en weigerde het verdrag aanvankelijk te ratificeren. Onder dreiging dat de Verenigde Staten de onderhandelingen met Colombia zou herstarten en de steun aan een onafhankelijk Panama zou intrekken, werd het verdrag op 2 december 1903 ook door Panama geratificeerd. 

## Inleiding
In januari 1903 hadden de Verenigde Staten en Groot-Colombia het Hay-Herrán-verdrag getekend. Hierin werd de voorwaarden geregeld waaronder de Amerikanen het Panamakanaal konden aanleggen. Op 12 augustus 1903 weigerde de senaat van Groot-Colombia het verdrag te ratificeren.
Deze weigering leidde tot een afscheiding van Panama van Groot-Colombia. De rol van de Amerikanen hierin was van passieve ondersteuning; zij deed niets om de afscheidingsbeweging van Panama te ontmoedigen. Deze geheime beweging stond onder leiding van de zeventigjarige Manuel Amador Guerrero, een arts in dienst van de Panamaspoorweg. Amador reisde af naar New York om steun te vinden, maar hij was weinig succesvol. Alleen Philippe-Jean Bunau-Varilla, een oud ingenieur in dienst van de failliete Franse maatschappij, Compagnie Universelle du Canal Interocéanique, was bereid naar hem te luisteren. Bunau-Varilla was een groot voorstander van het kanaal en had ook nog aandelen in de Compagnie en was financieel gemotiveerd een verdrag tussen beide landen te sluiten.
Bunau-Varilla vertrok naar Washington en ontmoette president Theodore Roosevelt, ook een groot voorstander van het kanaal. Roosevelt weigerde zijn directe steun aan een onafhankelijk Panama, maar liet doorschemeren dat hij ook niets zou doen om dit te voorkomen. Op 16 oktober 1903 had Bunau-Varilla ook nog een ontmoeting de Amerikaanse minister van Buitenlandse zaken John Hay. Terug in New York lichtte hij Amador in, maar meer dan vage Amerikaanse beloften kon hij niet geven. In ruil voor zijn werkzaamheden verlangde Bunau-Varilla een benoeming tot speciale gezant van Panama in de Verenigde Staten en een volmacht om een verdrag op te stellen en te ondertekenen. Amador accepteerde deze voorwaarden en ging terug naar Panama. Op 3 november brak de opstand uit en op 6 november 1903 erkende de Amerikaanse regering de nieuw Republiek Panama. Amador werd de eerste president.

## Verdrag van Hay en Bunau-Varilla

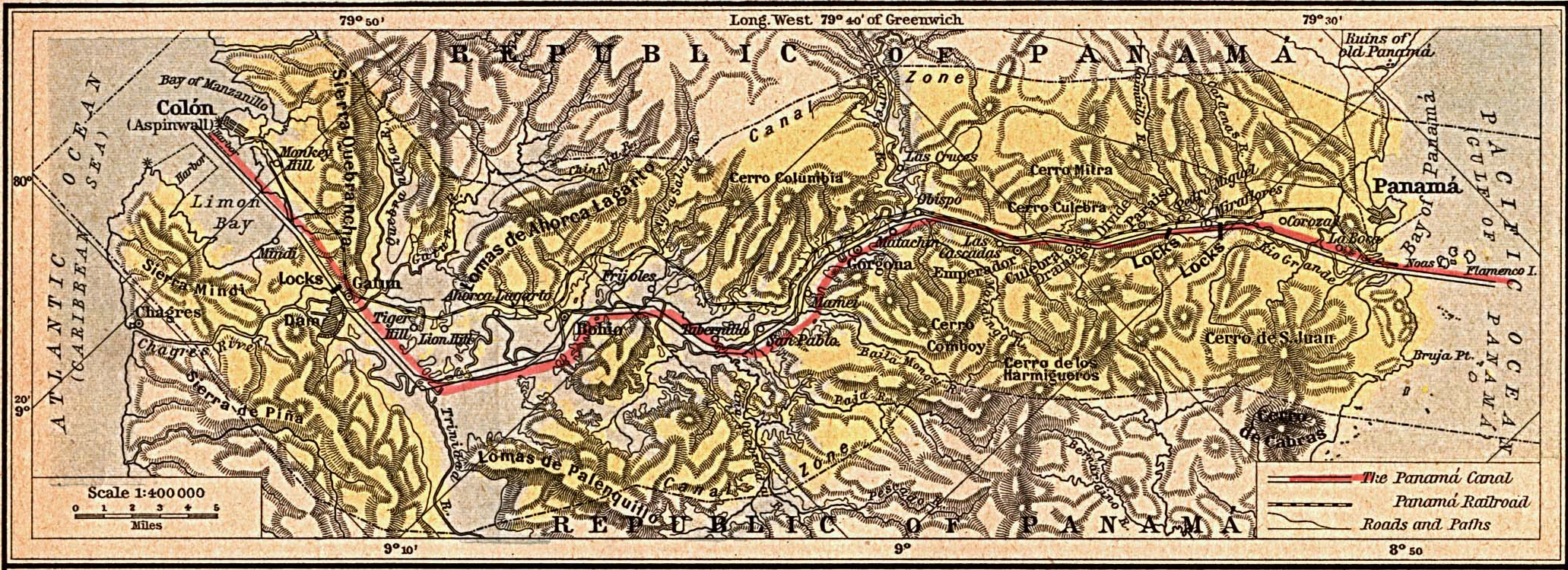
Kaart uit 1923 met Panamakanaal en kanaalzone

Bunau-Varilla en Hay kwamen twee dagen later bijeen om het kanaalverdrag te bespreken. Hay gaf Bunau-Varilla een kopie van het Hay-Herrán-verdrag en de minister gaf aan dat hij hiermee tevreden was. Eigenhandig veranderde Bunau-Varilla belangrijke onderdelen van het verdrag. In zijn versie kreeg de Verenigde Staten de controle over een corridor van 16 kilometer breed langs het kanaal van Colon naar Panama-Stad, dit was zes kilometer meer dan in het oude verdrag. Tevens kon er meer grond worden onteigend indien dit noodzakelijk was voor de aanleg, beheer of verdediging van het kanaal. In het vorige verdrag hadden de Colombianen al een groot probleem met de beperkte afdracht van soevereiniteit, maar Bunau-Varilla gaf de Verenigde Staten zelfs extra rechten. Zij kreeg in de kanaalzone alle rechten en bevoegdheden van een soevereine staat. Als financiële compensatie kreeg Panama eenmalig een bedrag van US$ 10 miljoen voor de overdracht van de Franse concessie en US$ 250.000 per jaar voor de pacht van het kanaal. Op 18 november 1903 ondertekenden Hay en Bunau-Varilla het verdrag.

## Ratificatie
Een delegatie van de nieuwe Panamese regering was op diezelfde dag in Washington aangekomen. Bunau-Varilla wachtte de heren op en overhandigde het verdrag. Amador viel bijna flauw en een reisgenoot werd woedend en sloeg de Fransman op zijn gezicht. De delegatie weigerde het verdrag voor te leggen om te ratificeren. Bunau-Varilla liet doorschemeren dat de Verenigde Staten het nieuwe Panama zou laten vallen en de onderhandelingen met de Colombianen zou heropenen. Onder deze zware druk werd het verdrag op 2 december 1903 goedgekeurd, maar met grote tegenzin. Op 4 mei 1904 nam de Verenigde Staten bezit van de kanaalzone en kon met de verdere aanleg van het Panamakanaal worden gestart.